# Вища ліга регбі
Вища ліга регбі найвища ланка національної першості з регбі в Україні серед непрофесійних команд. Ліга утворена у 1991 році. З 2009 року змагання проходять під егідою Професіональної регбійної ліги.

## Змагання

### Формат
Сезон 2010 проводився у два етапи — весняний і осінній. На весняному, рейтинговому етапі, команди було розбито на чотири підгрупи за зональним принципом: Захід, Центр, Південь та Схід. Найкращі дві команди з кожної підгрупи потрапляли до фінальної вісімки, розбитої на дві підгрупи для виявлення претендентів на медалі першості. Аутсайдери першого етапу об'єдналися в групу для виявлення найкращих двох команд, котрі залишалися в лізі на наступний сезон, адже у сезоні 2011 року заплановане скорочення ліги до 10 команд. Нарахування турнірних очок відбувається за наступною методикою:
- 4 очки за перемогу
- 2 очки за нічию
- 1 бонусне очко якщо команда спромоглася на 4 або більше спроби у грі
- 1 бонусне очко якщо команда поступилася з різницею в 7 або менше ігрових очок

### Підвищення та пониження в класі
Внаслідок запланованого скорочення ліги в сезоні 2011 року до 10 команд чотири аутсайдери потрапляють до нижчої, Першої ліги.
Лідери ж ліги, за умови наявності фінансових можливостей, можуть претендувати на участь у Суперлізі, замінивши переможену в цій серії команду.

## Підсумкова таблиця 2010
1. РК «Антарес» (Київ)
2. РК «Егер» (Київ)
3. РК «Тех-А-С» (Харків)
4. РК «Море» (Феодосія)
5. РК «Політехнік» (Одеса)
6. РК ОДАБА (Одеса)
7. РК «Роланд» (Івано-Франківськ)
8. РК «Рівне» (Рівне)
9. РК «Політехнік» (Київ)
10. РК КІПУ (Сімферополь)
11. РК «Арго» (Київ)
12. РК «Дніпро» (Дніпропетровськ)
13. РК «Тернопіль» (Тернопіль) — знялися з ігор другого етапу
14. РК «Сокіл-Верховина» (Львів) — знялися з ігор другого етапу